# Корк
Корк (енгл. Cork, ир. Corcaigh) је други по величини и значају град у Републици Ирској и највећи град јужне трећине острва и покрајине Манстер. У оквиру града у управним границама живи близу 120 хиљада становника, док на ширем подручју града живи око 275 хиљада становника. Корк је истовремено и самостални градски округ у оквиру државе, будући да има звање велеграда.

## Природни услови
Град Корк се налази у јужном делу ирског острва и Републике Ирске и средиште је историјске покрајине Манстер. Град је удаљен 250 километара југозападно од Даблина.
Рељеф: Корк се налази у равничарском подручју, које у северном делу града прелази у побрђе. Надморска висина средишњег дела града је око 10 m, али у северном делу она достиже и 70 m.
Клима: Клима у Корку је умерено континентална са изразитим утицајем Атлантика и Голфске струје. Стога град одликује блага и веома променљива клима. Годишња количина падавина је око 1.200 мм/м².
Воде: Корк се налази у залеђу Коршког залива, једног од најбољих природни лука на острву. Град се образовао близу ушћа реке Ли у залив, на месту где она прави пространо речно острво, које је „срце“ града.

## Историја
Корк је изворно био монашка насеобина, коју је основао свети Финбар у 6. веку. Постао је град негде између 915. и 922. године, када су Викинзи основали трговачку луку на датом месту. Корк је, попут Даблина, био важно трговачко средиште према скандинавским земљама.
Град је у прошлости био опасан зидинама, још и данас постоје очувани дијелови зидина. Већим дијелом средњега вијека, Корк је био истурена предстража староенглеске културе усред углавном непријатељски расположених гелских села у околини, одсјечен од енглеских властодржаца који су столовали у „Палу“ код Даблина.
Гелски и шкотско-нормански феудалци из околине, наплаћивали су грађанима „Црни порез“, у замјену за ненападање и мир. Моћне феудалне породице југозападне Ирске тог времена биле су „Фицџералд“, „Мекарти“ и „Бери“. Градом Корком управљало је пак 12-15 богатих трговачких породица, које су се богатство стекли тргујући са копненом Европом, - посебно извозивши вуну, увозивши со, гвожђе и вино (већим дијелом тајним каналима). Од све те трговачке елите, само је породица Ронин била ирско-галског поријекла.
Средњовјековни Корк имао је око две хиљаде становника. Град је претрпео тежак ударац 1349. године, када је готово половина мјештана помрла од куге. 1491. године Корк је увучен у енглески Ратови ружа, тада је Перкин Ворбек претендент на енглески пријесто, успео придобити део грађана Корка у свом настојању да сруши Хенрика VII. Међу њима је био и градоначелник Корка. Они су с Ворбеком отишли у Енглеску, али након гушења побуне, су сви ухваћени и погубљени. Због тог догађаја Корк је зарадио епитет „бунтовнички град“ или „хајдучки град“, и то траје до данас.
У једном запису из 1577. године говори се о Корку као четвртом граду Ирске, који је, јако испрепадан злим сусједима и ирским одметницима, тако да његови грађани ни не излазе из градских врата, и толико су неповјерљиви према свима да се искључиво жене међу собом, тако да је цијели град у родбинском односу.
„Градску повељу“ (градска права) Корку је дао још краљ Јован без Земље 1185. године. Улога градоначелника почела се примјењивати у Корку након краљевске повеље из 1318. године, та титула је 1900. године, преименована у у „Господар градоначелник“ за вријеме посјете тадашње британске краљице Викторије граду Корку.
У Ирском рату за независност средиште Корка настрадало је у пожарима које су изазвале паравојне јединице „Блек и тенс“ (противничке монархистичке снаге) за вријеме жестоких борби у граду између ирских устаника и британских снага. Током Ирског грађанског рата, Корк су извјесно вријеме држале под својом управом снаге противника Англо-ирског споразума, а град су потом заузеле јединице Ирске војске (присталице Англо-ирског споразума у нападу с мора.
Последње три деценије Корк је забележио нагли развој и раст. Све је то крунисано добијањем звања Европске престонице културе 2005. г.

## Становништво
Према последњим проценама из 2011. године. Корк је имао близу 120 хиљада становника, што је за свега 50% више него пре једног века. Последњих година број становника у граду стагнира, али су зато предграђа са високом стопом раста. Шире градско подручје Корка има око 275 хиљада становника.
Становништво Корка је до пре две деценије било било готово искључиво етнички ирско. Међутим, бројни усељеници из страних земља изменили су састав становништва, па је данас становништво прилично шаролико.

## Привреда
Корк је био традиционално индустријско, лучко и трговачко средиште. Најважнија индустрија некад је била пиварска, а данас је индустрија лекова.
Последњих деценија градска привреда се махом заснива на пословању, трговини и услугама. Такође, последњих година туризам постаје све важнија делатност у граду.

## Знаменитости
Корк поседује старо градско језгро, које је више пута обнављано услед сукоба и није претерано вредно. И поред тога, то је живописан део града са много старих здања, цркава, тргова са продавницама и пабовима. Најпривлачнија целина је око Улице св. Патрика, главне пешачке улице града са много трговачких и угоститељских радњи.
Од појединачних грађевина потребно је споменути:
- Црквена опатија - једина у целости сачувана средњовековна грађевина
- Саборна црква пресвете Богородице римокатоличког обреда
- Саборна црква св. Финбара англиканског обреда
- Главна пошта из 19. века
- Градска кућа Корка у џорџијанском стилу
- Елизан облакодер, највиша грађевина у целој Ирској
- Јелисаветина тврђава
- Градска опера

## Партнерски градови
- Сан Франциско
- Калињинград
- Ковентри
- Рен
- Свонзи
- Шангај
- Келн

## Познате личности
- Фиона Шо (1958), глумица и позоришна редитељка.
- Грејам Нортон (1963), ТВ водитељ и комичар.
- Килијан Марфи (1976), глумац.
- Џонатан Рис Мајерс (1977), глумац и манекен.
- Џек Глисон (1992), глумац.

## Галерија
- Саборна црква св. Финбара
- Градска већница Корка
- Мост св. Патрика
- Здање суда